# 올림픽 7인제 럭비
7인제 럭비는 2016년 하계 올림픽에서 처음으로 남자 경기와 여자 경기로 올림픽에 도입됐다. 2009년 10월 코펜하겐에서 열린 제121차 IOC 총회에서 결정된 후 올림픽에 추가되었다. 2016년 첫 번째 7인제 럭비 토너먼트의 우승팀은 남자의 경우 피지, 여자의 경우 오스트레일리아였다. 2016년 이전에는 1900년, 1908년, 1920년, 1924년에 15인제 경기가 열렸다.

## 세부 종목
| 종목 | 16 | 20 | 24 | 계 |
| ---- | -- | -- | -- | -- |
| 남자 | •  | •  | •  | 3  |
| 여자 | •  | •  | •  | 3  |
| 계   | 2  | 2  | 2  | 6  |

## 같이 보기
- 올림픽 럭비
- 패럴림픽 휠체어 럭비